# Billie Koppel
Billie Koppel (født 1972) er en dansk sangerinde og sangskriver. 
Hun er datter af Annisette og Thomas Koppel (Savage Rose). 

## Catbird
I midten af 90'erne var hun bosat i Los Angeles, hvor hun indspillede et album med bl.a. Branford Marsalis, Ray Fuller og Ricky Lawson. Hun brød samarbejdet med Herb Cohen (manager for bl.a. Tom Waits og Tim Buckley) i slutningen af 90'erne, flyttede fra Los Angeles tilbage til Danmark og dannede bandet Catbird med komponisten Frank Hasselstrøm. 
Billie Koppel blev i 2003 nomineret til "Arets Sangerinde" ved Danish Music Awards. Catbird blev ligeledes nomineret til "årets nye navn" ved Danmarks Radios P3-pris. Catbird har udgivet 2 albums: "Sliding From The Moon (2003 BMG) og "Among Us" (2008 Playground Music).

## Billie And The Bell
Billie And The Bell er et band bestående af sangerinde n Billie Koppel, Joel Gjærsbøl Pedersen (guitar) og Frank Hasselstroem (div. instrumenter). Bandet udgav mini-EP med fortolkninger af bl.a. Tim Buckley i 2021 og fik fine anmeldelser .  Billie And The Belludkommer med debutalbum med egne sange i oktober 2024. 

## Korsanger
Billie Koppel startede som korsanger i Savage Rose og medvirkede på flere album (også som solist). 

## Teater
Hun har medvirket i flere teaterstykker, bl.a Bella Vita på Gladsaxe Teater, Dødens Triumf på Østre Gasværk Teater og Enden Er Nær på Bellevue Teater. Billie Koppel er desuden uddannet danser/koreograf fra Skolen for Moderne Dans.